# Buchweizen
Buchweizen (Fagopyrum) ist eine Pflanzengattung in der Familie der Knöterichgewächse (Polygonaceae). Die 15 bis 16 Arten sind in Eurasien und im östlichen Afrika verbreitet.
Trotz der Bezeichnung Buchweizen handelt es sich nicht um Getreide, sondern um ein Pseudogetreide, das sich vor allem zur Diversifizierung der Landwirtschaft anbietet, die sonst von den Süßgräsern Weizen, Gerste und Mais dominiert wird. Da die Früchte des Buchweizens glutenfrei sind, spielt deren Mehl eine wichtige Rolle bei der Ernährung von Menschen mit Zöliakie. Die bekannteste Art der Gattung Fagopyrum ist der Echte Buchweizen (Fagopyrum esculentum).

## Name
Die Bezeichnung Buchweizen ist als Buchweiß, Buchweytzen seit dem 16. Jahrhundert belegt, nach mittelniederdeutsch bukweten (15. Jahrhundert), mittelniederländisch boecweyt. Die Benennung erfolgte nach den Früchten, die Bucheckern ähneln und wie Weizenkörner verwendet wurden. Die Gattungsbezeichnung Fagopyrum (nach lateinisch fagus ‚Buche‘ und griechisch πυρός pyros, deutsch ‚Weizen‘) wurde durch Philip Miller (1691–1771) eingeführt. Die seit dem 15. Jahrhundert belegte Bezeichnung Heide(n)korn bezieht sich ursprünglich nicht auf den Landschaftstyp der Heide, sondern ähnlich wie die französische Bezeichnung (blé) sarrasin auf die Herkunft aus heidnischen Ländern.

## Beschreibung

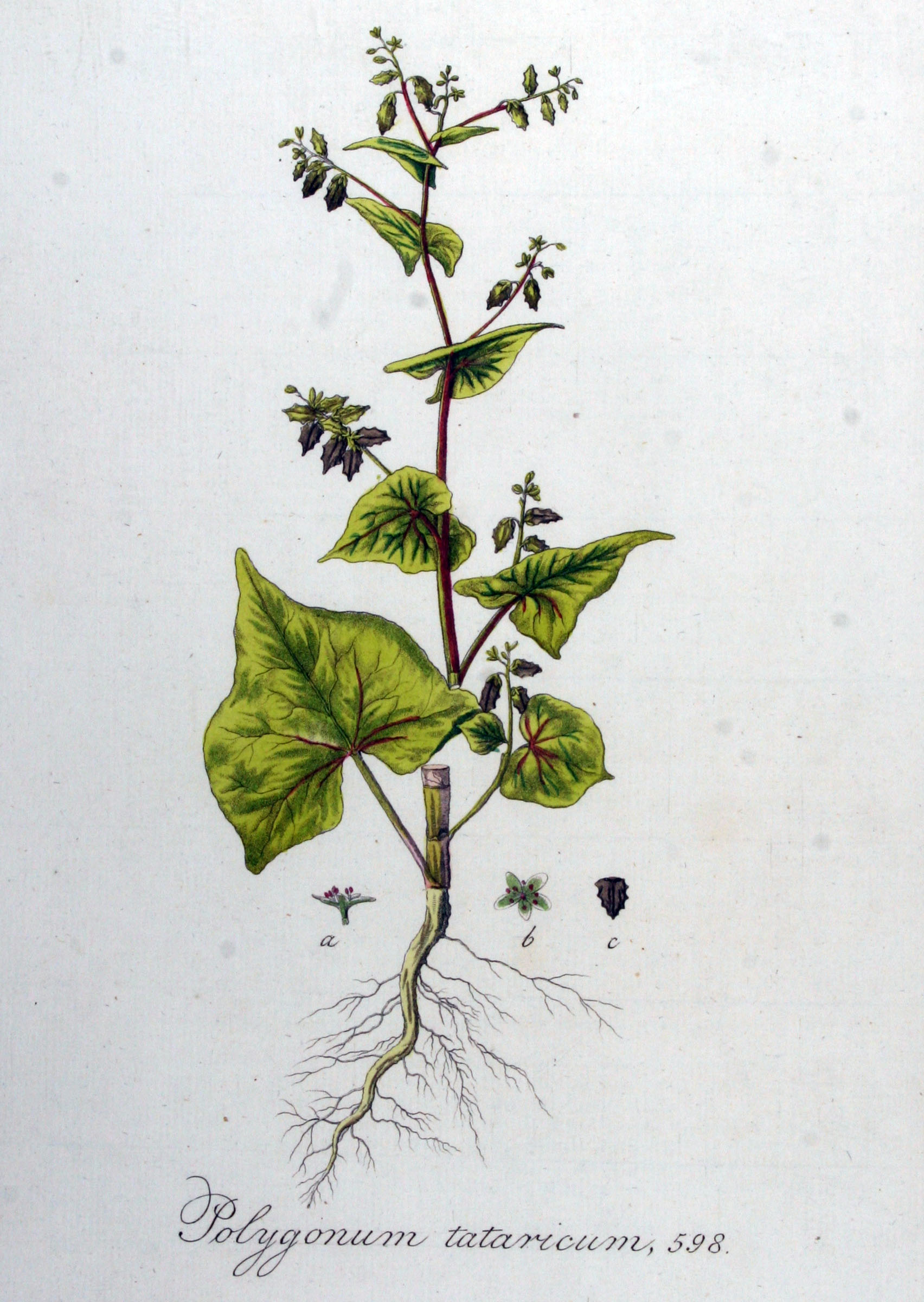
Illustration des Tatarischen Buchweizen (Fagopyrum tataricum)

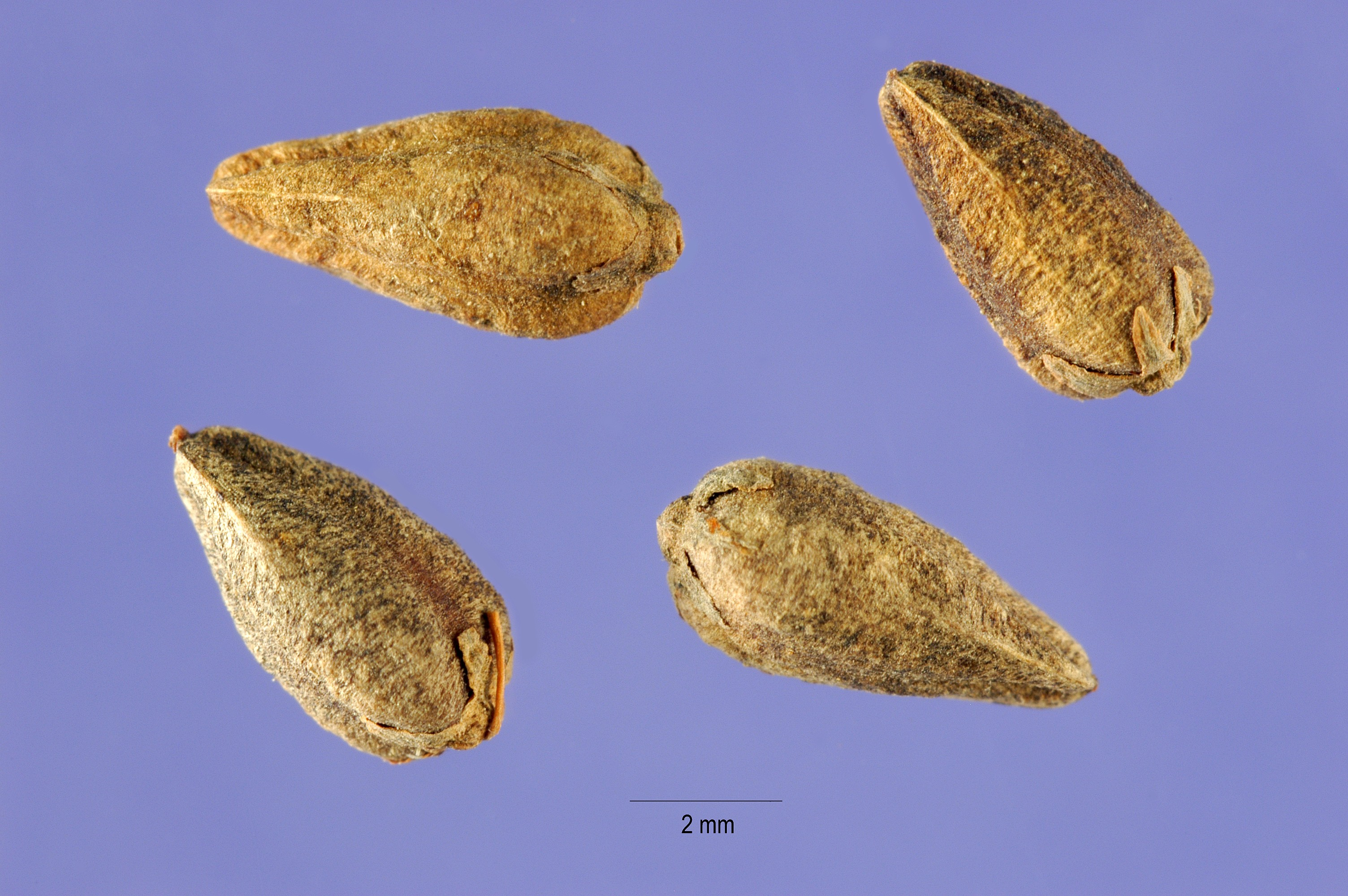
Achänen des Tatarischen Buchweizens (Fagopyrum tataricum)

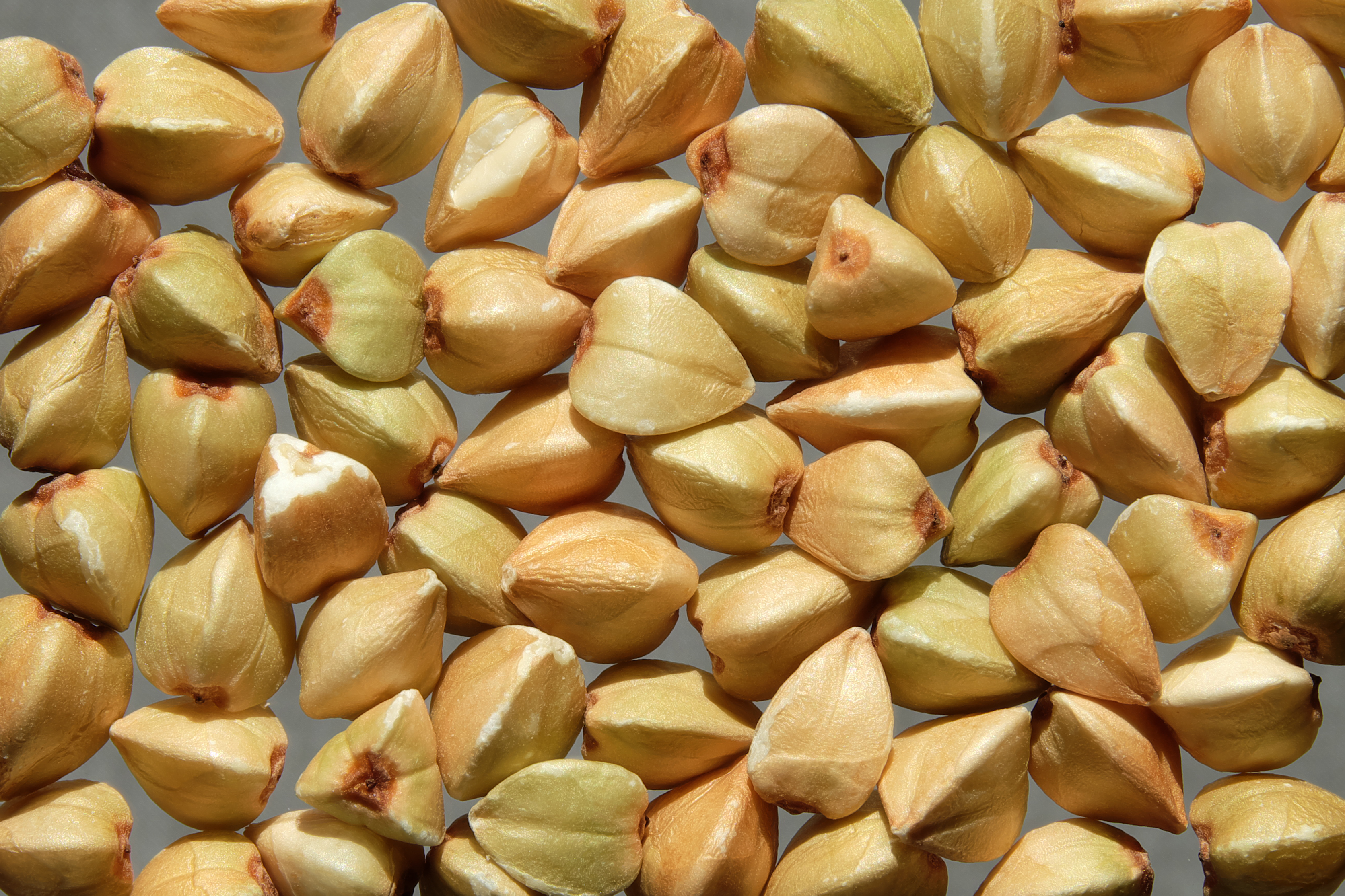
Körner des Echten Buchweizens (Fagopyrum esculentum)

### Vegetative Merkmale
Die Buchweizen-Arten sind ein- oder mehrjährige krautige Pflanzen oder seltener Halb- bzw. Zwergsträucher. Sie bilden Pfahlwurzeln. Der Stängel ist aufrecht und kahl oder fein behaart.
Die wechselständig angeordneten Laubblätter sind in Blattstiel und Blattspreite gegliedert. Die einfachen, ganzrandigen Blattspreiten sind schief und dreieckig, breit oval, herzförmig, linealisch oder pfeilförmig mit spitzem oder gestutztem oberen Ende. Das Scheidchen ist häutig.

### Generative Merkmale
Die seiten- oder endständigen, traubigen oder schirmförmigen Blütenstände enthalten viele Blüten. Buchweizen-Arten sind einhäusig (monözisch); die Blüten sind meist alle zwittrig, selten sind einige Blüten männlich, dann sind aber beide Blütentypen an einer Pflanze. Die Blütenhülle ist fünfzählig und haltbar. Die fünf Blütenhüllblätter sind nicht weiterwachsend. Es sind acht freie Staubblätter vorhanden. Die Staubbeutel sind weiß, rosafarben oder rot. Die drei zurückgebogenen Griffel sind verlängert. Die Narben sind kopfig.
Die Achänen sind dreieckig und an der Basis nicht gehörnt oder geflügelt.

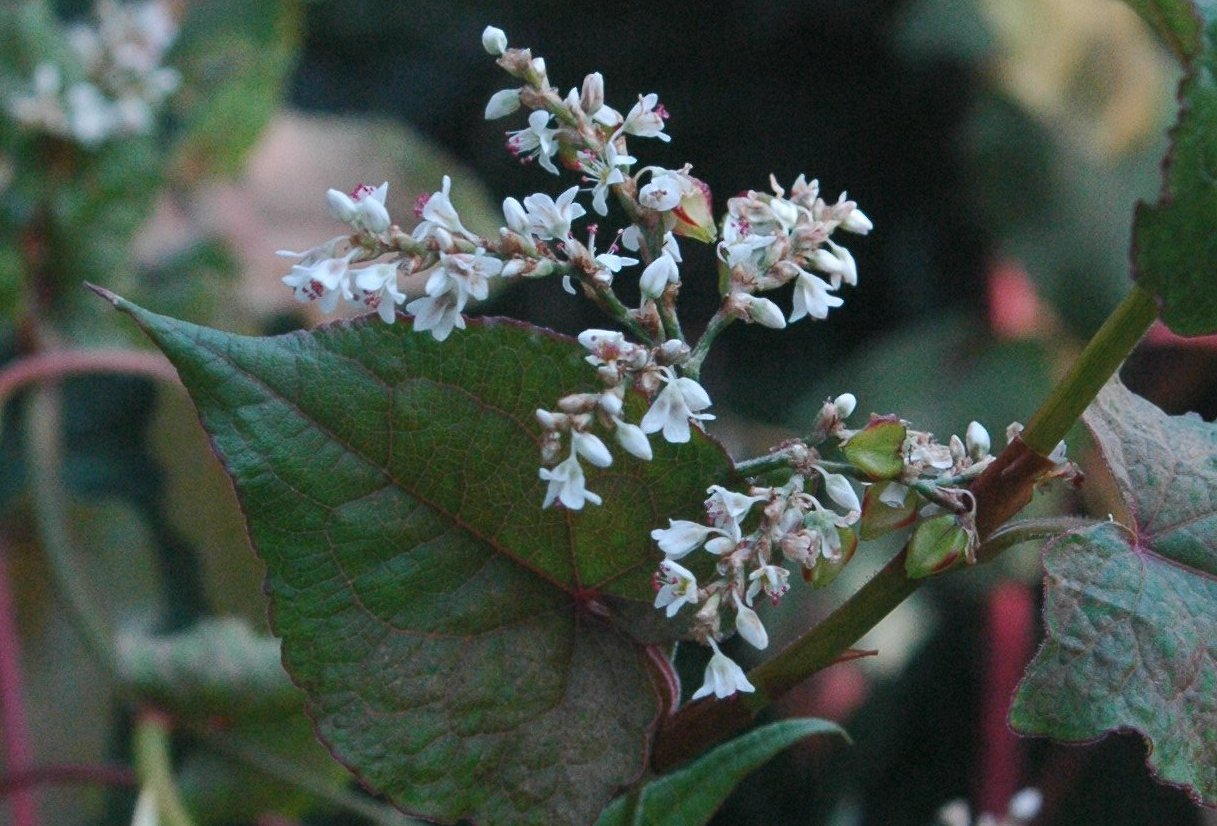
Laubblatt und Blütenstand von Fagopyrum cymosum

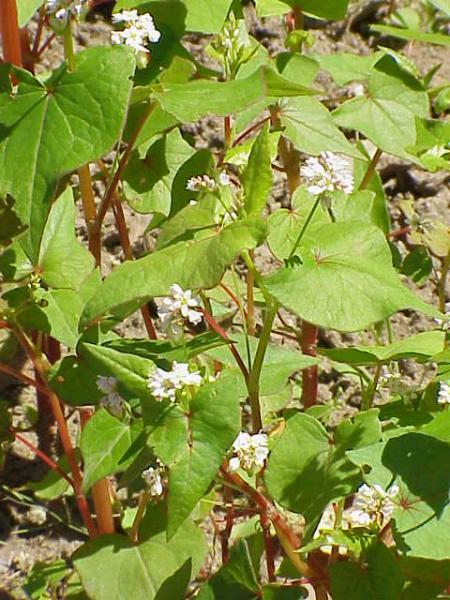
Laubblätter und Blütenstände von Fagopyrum esculentum

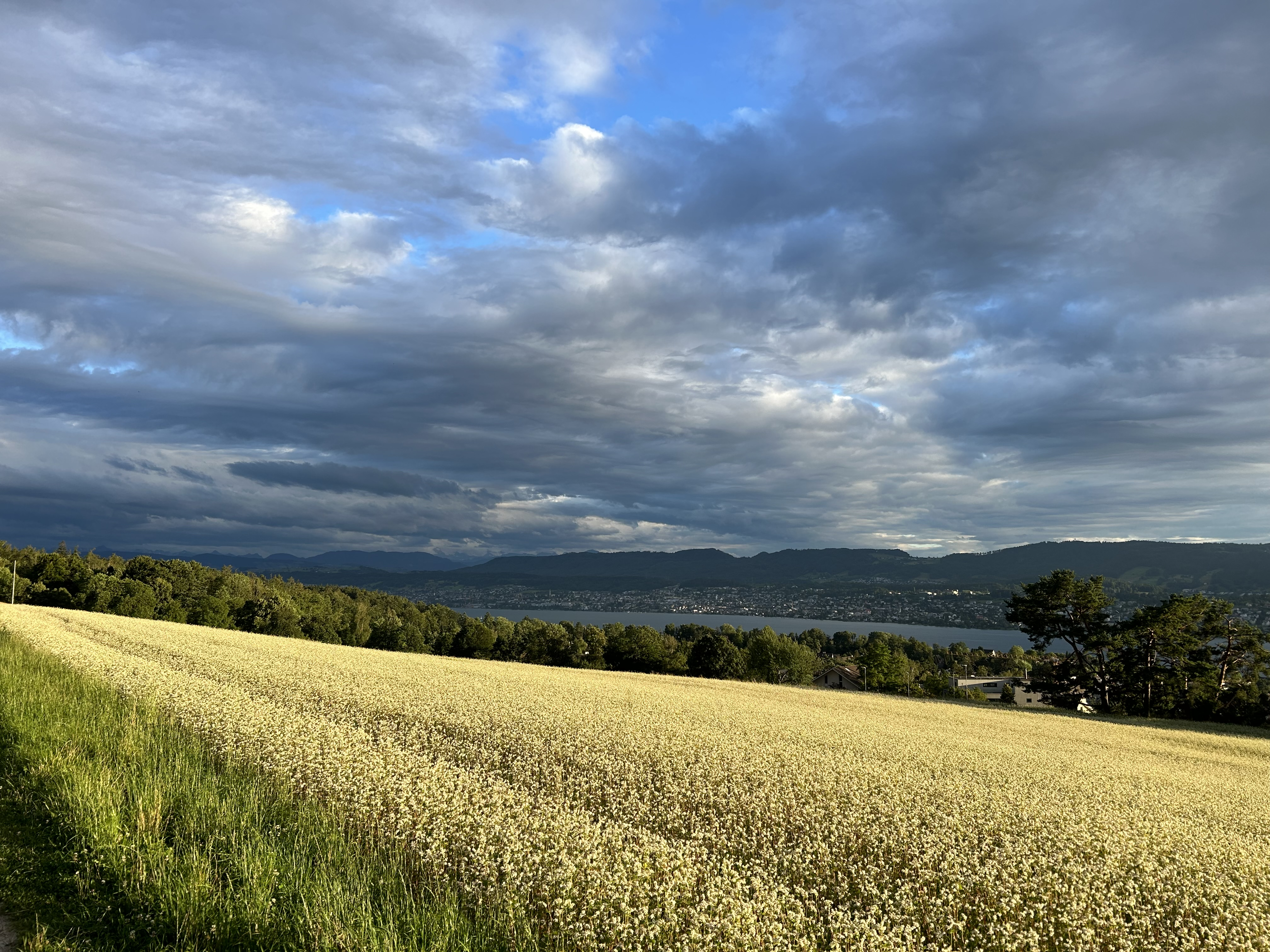
Buchweizenfeld in Zollikon

## Systematik und Verbreitung
Die fünfzehn bis sechzehn Fagopyrum-Arten kommen ursprünglich in Eurasien und im östlichen Afrika vor. In China kommen zehn Arten vor, sechs davon nur dort. In vielen Teilen der Welt sind Fagopyrum esculentum und Fagopyrum tataricum verwildert (Neophyten).
Es gibt ungefähr 15 bis 16 Arten:
- Fagopyrum caudatum (Sam.) A.J.Ali: gedeiht in Tälern und an Berghängen in Höhenlagen von 1000 bis 2200 Metern in den chinesischen Provinzen südliches Gansu, Sichuan und Yunnan vor.[5]
- Fagopyrum crispatifolium J.L.Liu: wurde  2008 erstbeschrieben. Dieser Endemit gedeiht in einer Höhenlage von etwa 1900 Meter nur im Liangshan in Sichuan.[5]
- Fagopyrum cymosum (Trevir.) Meisn. (Syn.: Polygonum cymosum Trevir., Fagopyrum dibotrys (D.Don) H.Hara): kommt in Sichuan vor.[6]
- Echter Buchweizen oder Gemeiner Buchweizen (Fagopyrum esculentum Moench)
- Fagopyrum gilesii (Hemsl.) Hedb.: kommt in Pakistan und in den chinesischen Provinzen Sichuan sowie Yunnan vor.[5]
- Fagopyrum gracilipes (Hemsl.) Dammer: gedeiht in Höhenlagen von 300 bis 3400 Metern in den chinesischen Provinzen südliches Gansu, Guizhou, Henan, Hubei, Shaanxi, Sichuan, Yunnan und vielleicht Shanxi.[5]
- Fagopyrum leptopodum (Diels) Hedberg: kommt in zwei Varietäten in Sichuan und in Yunnan vor.[5]
- Fagopyrum lineare (Sam.) Haraldson: gedeiht an Waldrändern und in feuchten Tälern in Höhenlagen von 1700 bis 2200 Metern in Yunnan.[5]
- Fagopyrum pugense T.Yu: wurde 2010 erstbeschrieben. Dieser Endemit gedeiht in Höhenlagen von 900 bis 1400 Metern nur im Liangshan in Sichuan.[5]
- Fagopyrum qiangcai D.Q.Bai: wurde 2011 erstbeschrieben. Dieser Endemit gedeiht in Höhenlagen von etwa 1580 Metern nur in Li, Wenchuan in Sichuan.[5]
- Fagopyrum snowdenii (Hutch. & Dandy) S.P.Hong: kommt in Kamerun, der Demokratischen Republik Kongo, Sudan, Kenia, Tansania und Uganda vor.[6]
- Fagopyrum statice (H.Lév.) Gross: gedeiht an Grashängen in Höhenlagen von 1300 bis 2200 Metern in Guizhou und Yunnan.[6]
- Tatarischer Buchweizen oder Falscher Buchweizen (Fagopyrum tataricum (L.) Gaertn.)[7]
- Fagopyrum urophyllum (Bureau & Franch.) Gross: gedeiht in Höhenlagen von 900 bis 2800 Metern in Sichuan und in Yunnan.[6]
- Fagopyrum wenchuanense J.R.Shao: Dieser Endemit wurde 2011 aus Sichuan erstbeschrieben.[5]

## Anbaugebiete
Fagopyrum esculentum und Fagopyrum tataricum werden in den gemäßigten Gebieten der Welt angebaut. Buchweizen wird in China seit 4600 Jahren und in Japan seit 3500 Jahren kultiviert.
In Österreich stammen unter anderem aus dem Jauntal Erwähnungen aus dem Jahr 1442. In diesem Gebiet wird der Buchweizen auch heute noch kultiviert. Aus diesem Grund zählt er in Österreich als Jauntaler Hadn zu den Traditionellen Lebensmitteln.
Auch im heutigen Italien ist der Anbau von Buchweizen (ital. Grano Saraceno) seit dem Ende des 14. Jahrhunderts bekannt. Im Veltlin, seinerzeit noch Untertanenland Graubündens, erfolgt der Anbau von Buchweizen seit etwa 1600 und ist dieser seit 1616 urkundlich nachgewiesen. Der dortige Anbau erbrachte noch 1970 eine Ernte von 3700 Doppelzentnern (ital. quintali), also von 370 Tonnen. In den letzten Jahrzehnten nur noch zum Eigenverbrauch der Bergbauern bestimmt, bekommt seit 2010 der Anbau zunehmend wieder eine kommerzielle Dimension und ist bis Anfang der 2020er Jahre von zuletzt nur noch etwa drei Hektar auf nun etwa 20 Hektar angewachsen. Von einem Hektar Anbaufläche lassen sich im Veltlin etwa eine Tonne Buchweizen ernten, mit einer Mehlausbeute von etwa 800 Kilogramm.
Auch im Val Poschiavo, einem dem Veltlin benachbarten Gebirgstal Graubündens, wird die Erzeugung von Buchweizen aufrechterhalten, allerdings nur noch aus Liebhaberei. Im Jahr 2007 lag hier die Produktionsfläche noch bei 0,2 Hektar und damit die Erzeugung gerade noch bei 200 Kilogramm.

## Wirtschaftliche Bedeutung
2022 wurden laut der Ernährungs- und Landwirtschaftsorganisation FAO weltweit 2.235.193 t Buchweizen geerntet.
Folgende Tabelle gibt eine Übersicht über die fünf größten Produzenten von Buchweizen weltweit, die insgesamt 91,8 % der Erntemenge produzierten.
| Rang | Land                | Menge (in t) |
| ---- | ------------------- | ------------ |
| 1    | Russland            | 1.222.382    |
| 2    | Volksrepublik China | 506.440      |
| 3    | Ukraine             | 147.690      |
| 4    | Kasachstan          | 89.803       |
| 5    | Vereinigte Staaten  | 85.305       |
|      | Summe Top Five      | 2.051.619    |

## Verwendung

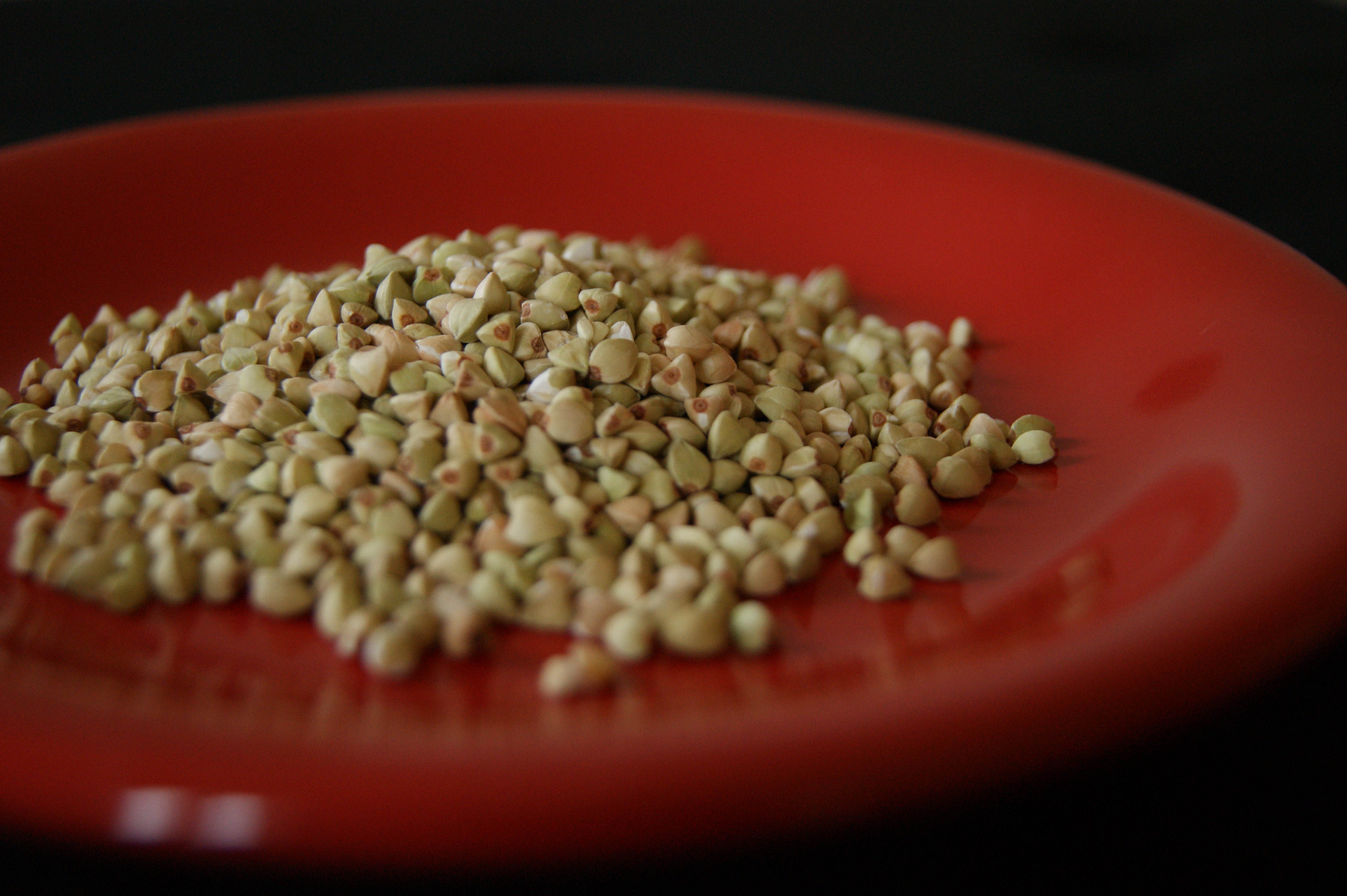
Geschälte Buchweizenkörner

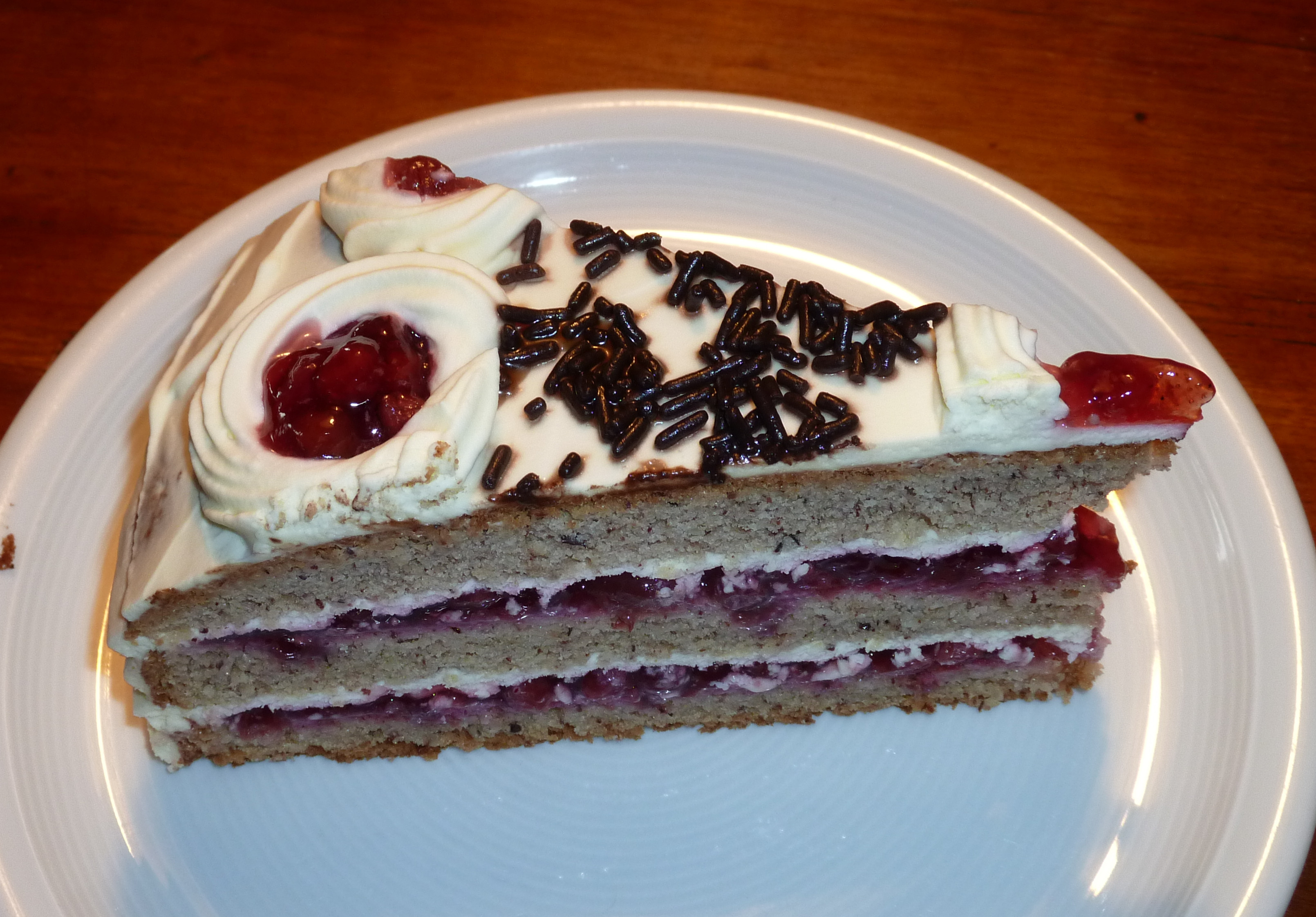
Buchweizentorte

Buchweizenkörner müssen geschält und von der Schale getrennt werden, da die Schale, und zwar vor allem die Fruchtschale, den roten Farbstoff Fagopyrin enthält, der gesundheitsschädlich ist (siehe nächster Abschnitt).
Die Körner werden zu Graupen, Grütze, Grieß oder Mehl, das landschaftlich Heidemehl oder Heidenmehl genannt wird, verarbeitet. Im Gegensatz zu Getreide hat das Korn keine unterschiedlichen Bestandteile, die man wahlweise weglassen oder mitmahlen kann; insoweit gibt es keinen Ausmahlungsgrad, und jedes Buchweizenmehl ist ein „Vollkornmehl“, selbst wenn dies nicht auf der Verpackung steht.
Mit Buchweizenmehl werden in erster Linie Breigerichte, aber auch Suppen, Fladen und Nudeln hergestellt. Ab einer Beimischung von 20 % zu Weizen- oder Roggenmehl darf das Brot als Buchweizenbrot bezeichnet werden. Buchweizenmehl ist mangels Gluten nicht eigenbackfähig. Buchweizengrütze wirkt aufgrund ihrer hohen Quellfähigkeit ähnlich stark sättigend wie Hirse.
In Nordamerika sind Buchweizenpfannkuchen, serviert mit Ahornsirup, eine beliebte Spezialität. Auch die bretonische Galette (Bretonisch Krampouezhenn) besteht aus Buchweizenmehl; sie ist die herzhafte Variante der im deutschen Sprachraum bekannteren Crêpe.
In der japanischen Küche haben Buchweizennudeln (Soba) und Buchweizen-Tee (Sobacha) einen festen Platz.
In der osteuropäischen Küche ist Buchweizengrütze als Frühstücks- und Süßspeise Kascha populär.
Im Italienischen Veltlin und Valchiavenna stehen auch zu Anfang des 21. Jahrhunderts Buchweizenprodukte, wie Polenta nera (eine Polenta nur aus Buchweizen) oder Polenta Taragna, Pizzoccheri, Sciatt und Chisciöi, noch beinahe täglich auf dem Speiseplan der Bevölkerung und den Speisekarten der Gastronomie. Aus Buchweizenmehl und Mehlmischungen mit Buchweizen wird auch süßes Gebäck bereitet.
Aus gerösteten Samen des Tartarischen Buchweizens (Fagopyrum tartaricum) wird Tatarischer Buchweizentee hergestellt, der zu den traditionellen Heilmitteln gehört.
Insbesondere in der veganen Ernährung wird Buchweizen zu Buchweizendrinks verarbeitet (siehe Pflanzliche Milch).
In gekochtem Buchweizenmehl kommt Isopropylpalmitat vor.
Inzwischen wird der Buchweizen auch als Energiepflanze für Biogasanlagen getestet. Da er eine kurze Vegetationszeit hat, lässt er sich noch nach der Getreideernte anbauen und blüht bis in den Spätherbst.

## Gesundheit
Das rotfarbige Häutchen, das die Körner umgibt, kann nach dem Verzehr Allergien auslösen (Fagopyrismus), welche durch Einwirkung von Sonnenlicht zu Hautekzemen führen können. Daher ist vor dem Verzehr von ungeschälten Buchweizenkörnern zu warnen. Ungeschälter Buchweizen sollte daher vor dem Verzehr heiß gewaschen oder gekocht werden. Der rote Schleim sollte abgeschöpft werden.